# Ис Пизуз-Ис Кончас (Каљари)
Ис Пизуз-Ис Кончас је насеље у Италији у округу Каљари, региону Сардинија.
Према процени из 2011. у насељу је живело 33 становника. Насеље се налази на надморској висини од 42 м.